# ジー・ベーメ (小惑星)
ジー・ベーメ (1632 Sieböhme) は、小惑星帯にある小惑星の一つ。カール・ラインムートがハイデルベルクで発見した。
ドイツ人の天文学者ジークフリート・ベーメに因んで名付けられた。